# Yoho Town

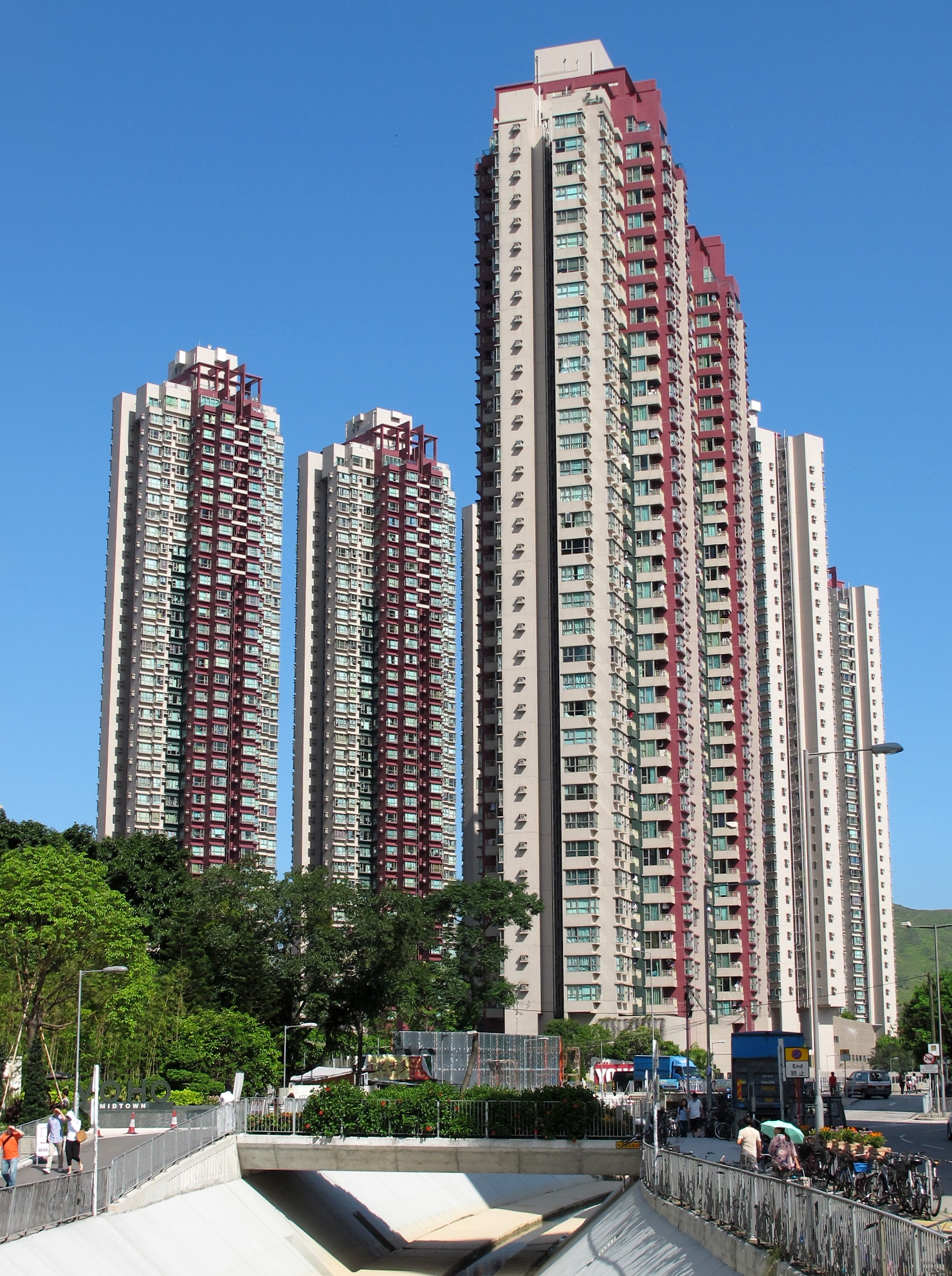
Первая фаза Yoho Town

Yoho Town (新時代廣場) — крупнейший частный жилой комплекс, расположенный в гонконгском районе Юньлон (округ Юньлон). Девелопером Yoho Town является компания Sun Hung Kai Properties. Комплекс состоит из четырёх жилых фаз, торговых центров и транспортной инфраструктуры; строительство первой фазы закончилось в 2004 году, второй — в 2010 году, третьей — в 2017 году, строительство четвёртой фазы продолжается.
Непосредственно к комплексу Yoho Town примыкают больница Pok Oi Hospital, спортивный комплекс Fung Kam Street Sports Centre и несколько школ (Kwong Ming Ying Loi School, C.C.C. Kei Yuen College, SKH Bishop Baker Secondary School, The Church of Christ in China Kei Long College).   

## Первая фаза
Первая фаза, известная как Yoho Town, состоит из восьми жилых блоков и имеет 2200 квартир. В Yoho Town имеются 42-этажные башни высотой 140 метров, 36-этажные башни высотой 120 метров и клуб-хаус с рестораном. Первая фаза в стиле модернизма была закончена в 2004 году.

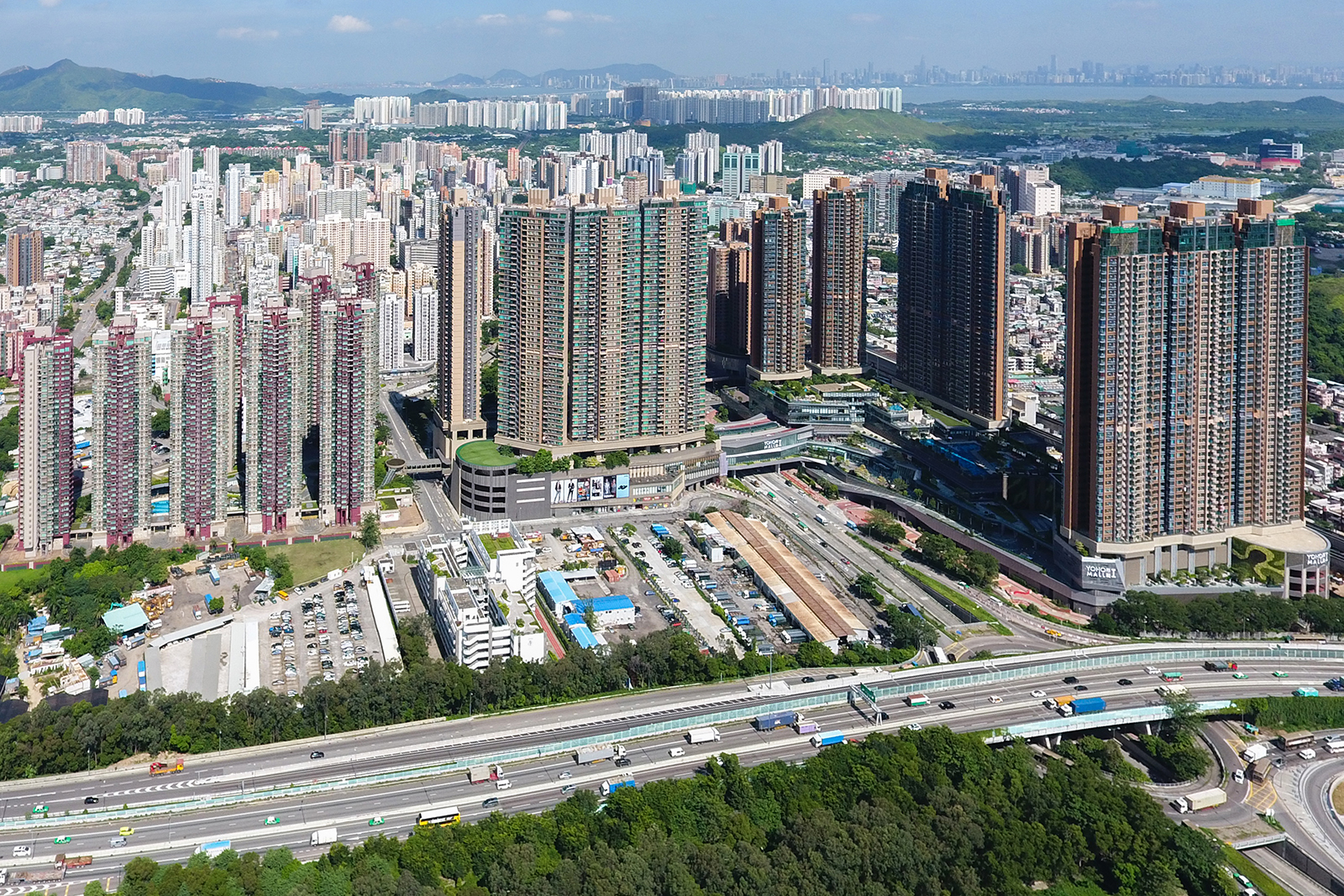
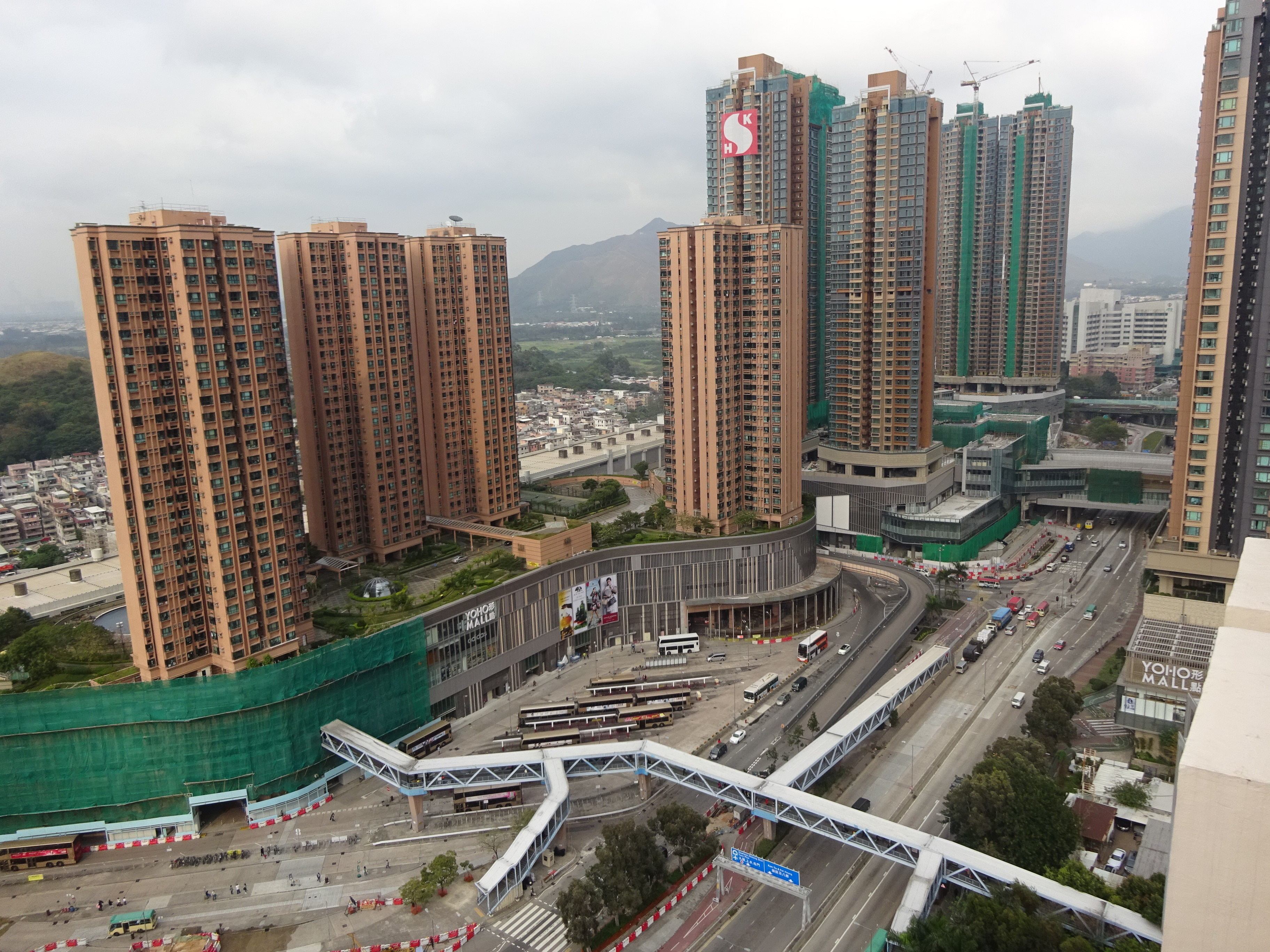
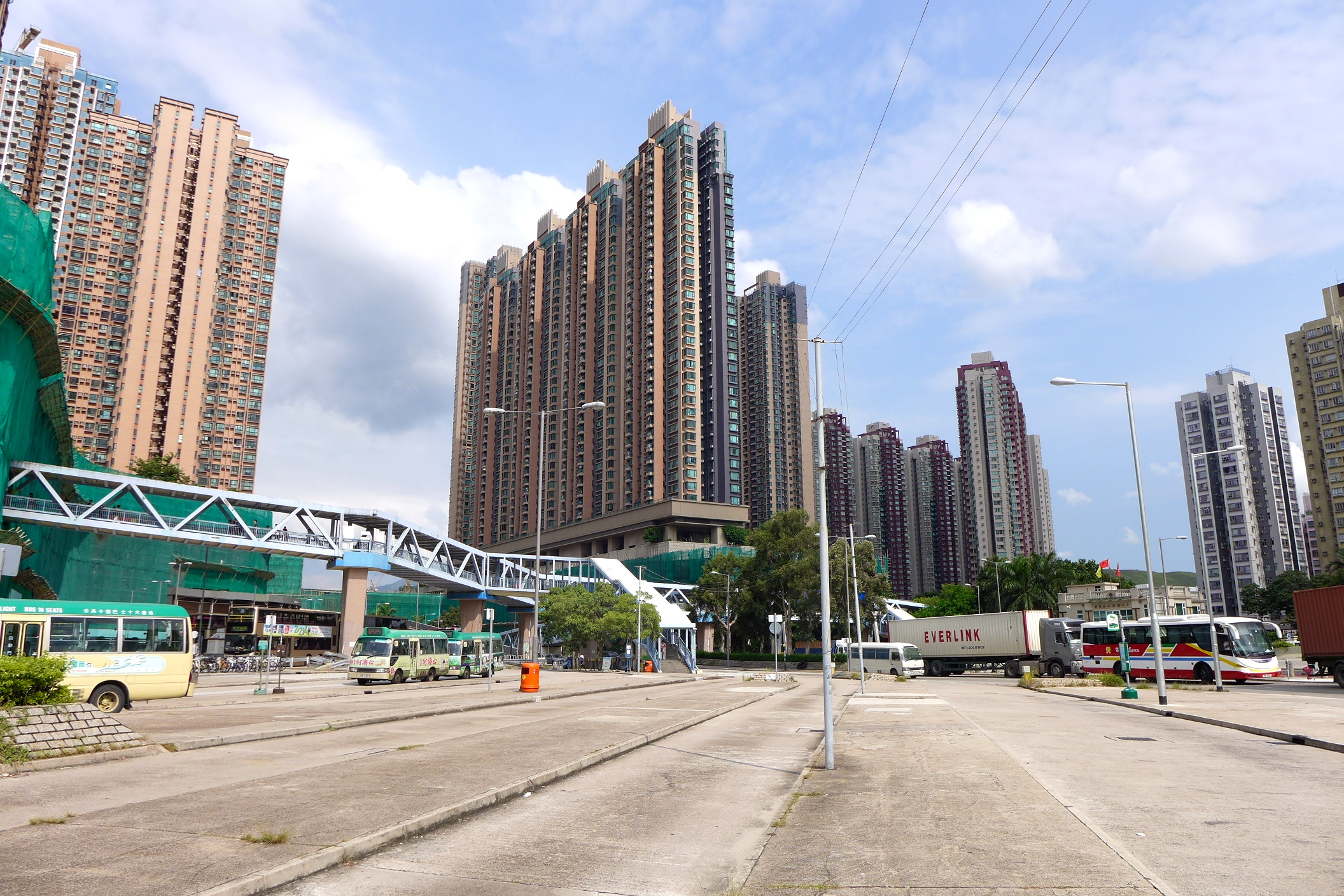

## Вторая фаза
Вторая фаза, известная как Yoho Midtown, состоит из восьми жилых блоков на 2000 квартир, законченных в 2010 году, и торгового центра Yoho Mall, открытого в 2015 году (появился путём присоединения к YOHO City Shopping Center реконструированного New Yuen Long Shopping Center).

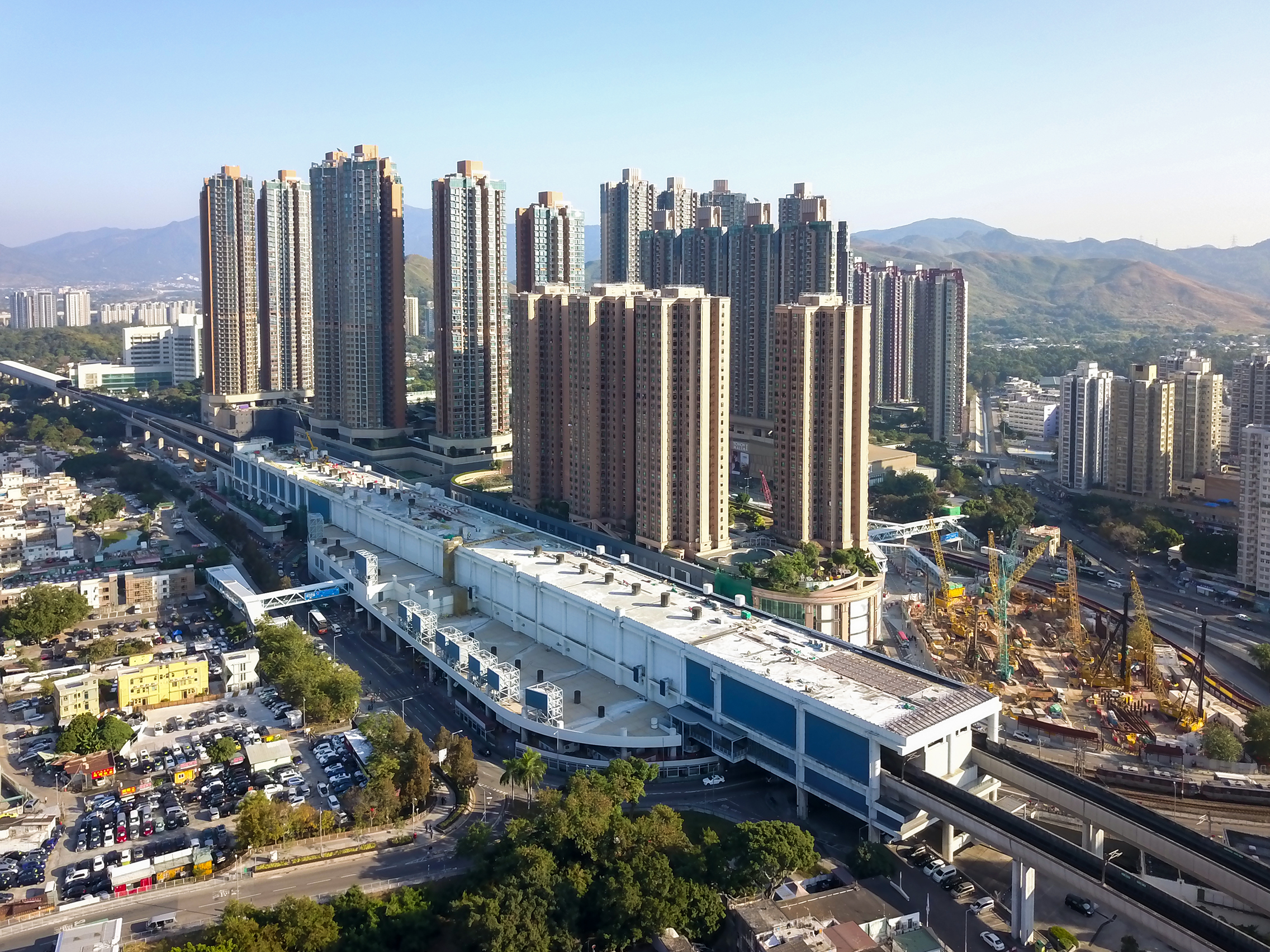
Станция метро
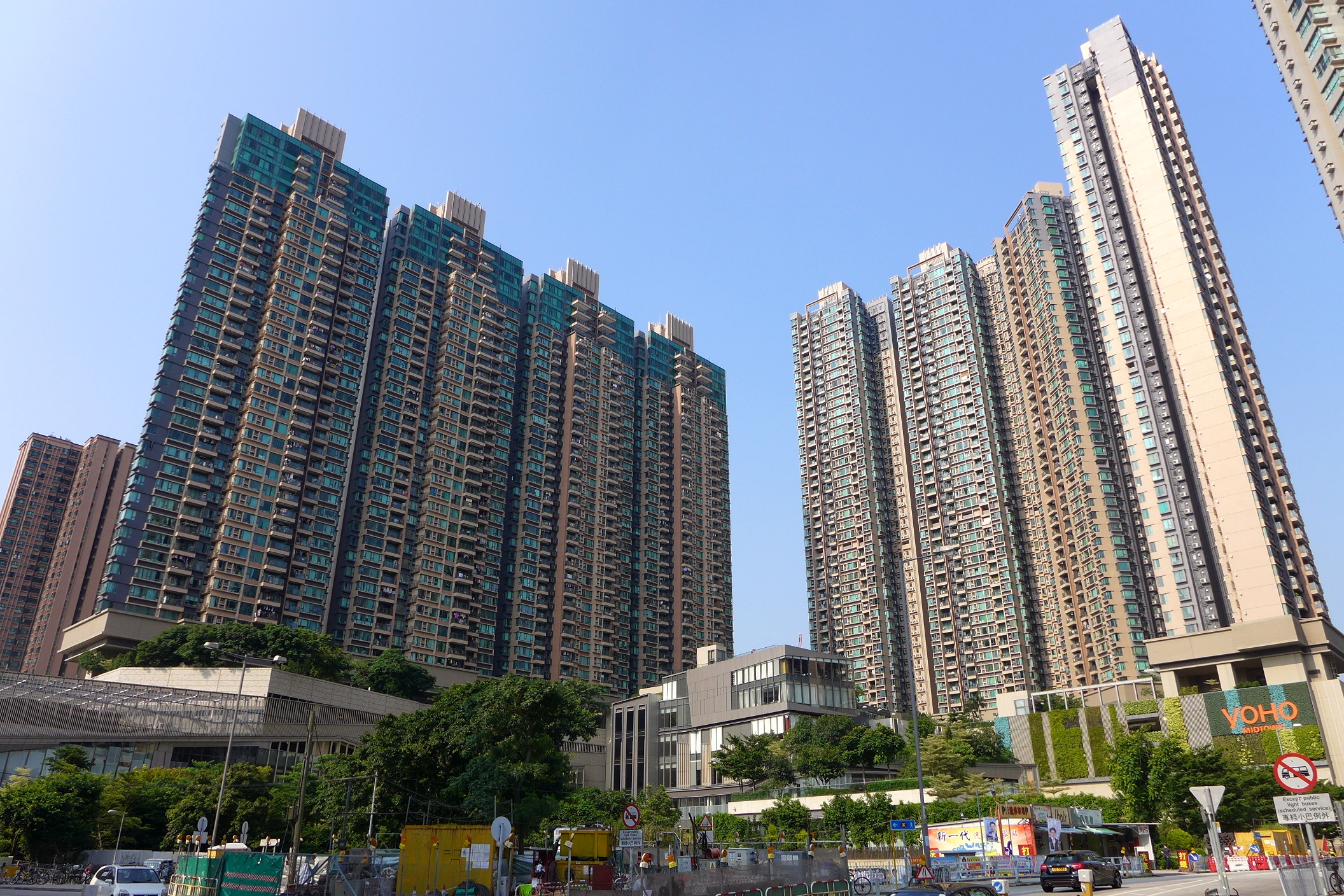
Жилые башни
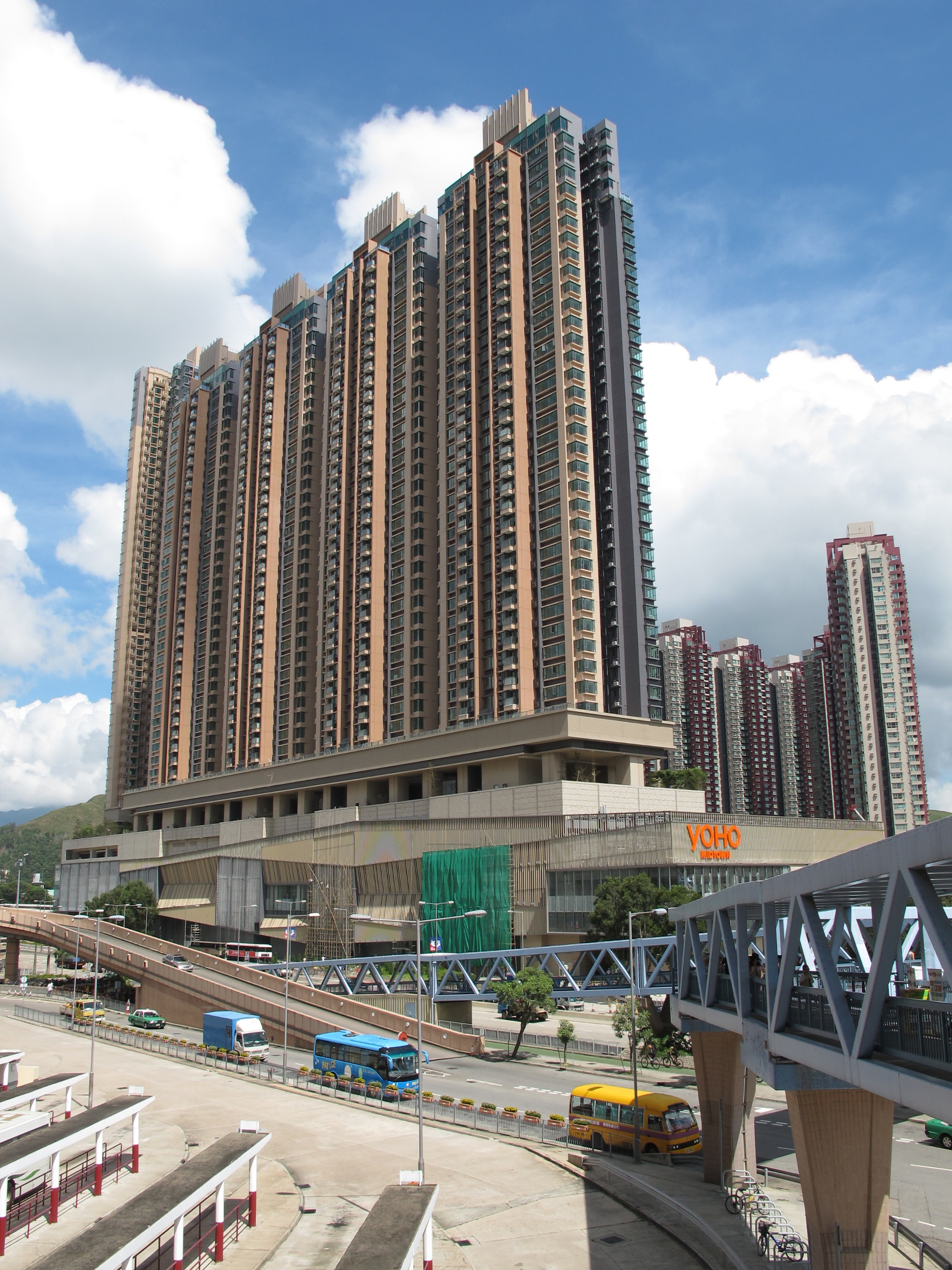
Жилые башни

## Третья фаза
Третья фаза, известная как Grand Yoho, состоит из здания клуб-хауса, второй очереди торгового центра Yoho Mall (Yoho Mall 1 Extension), автобусного терминала и семи жилых блоков. К высотным башням примыкает виадук Западной линии Гонконгского метро.

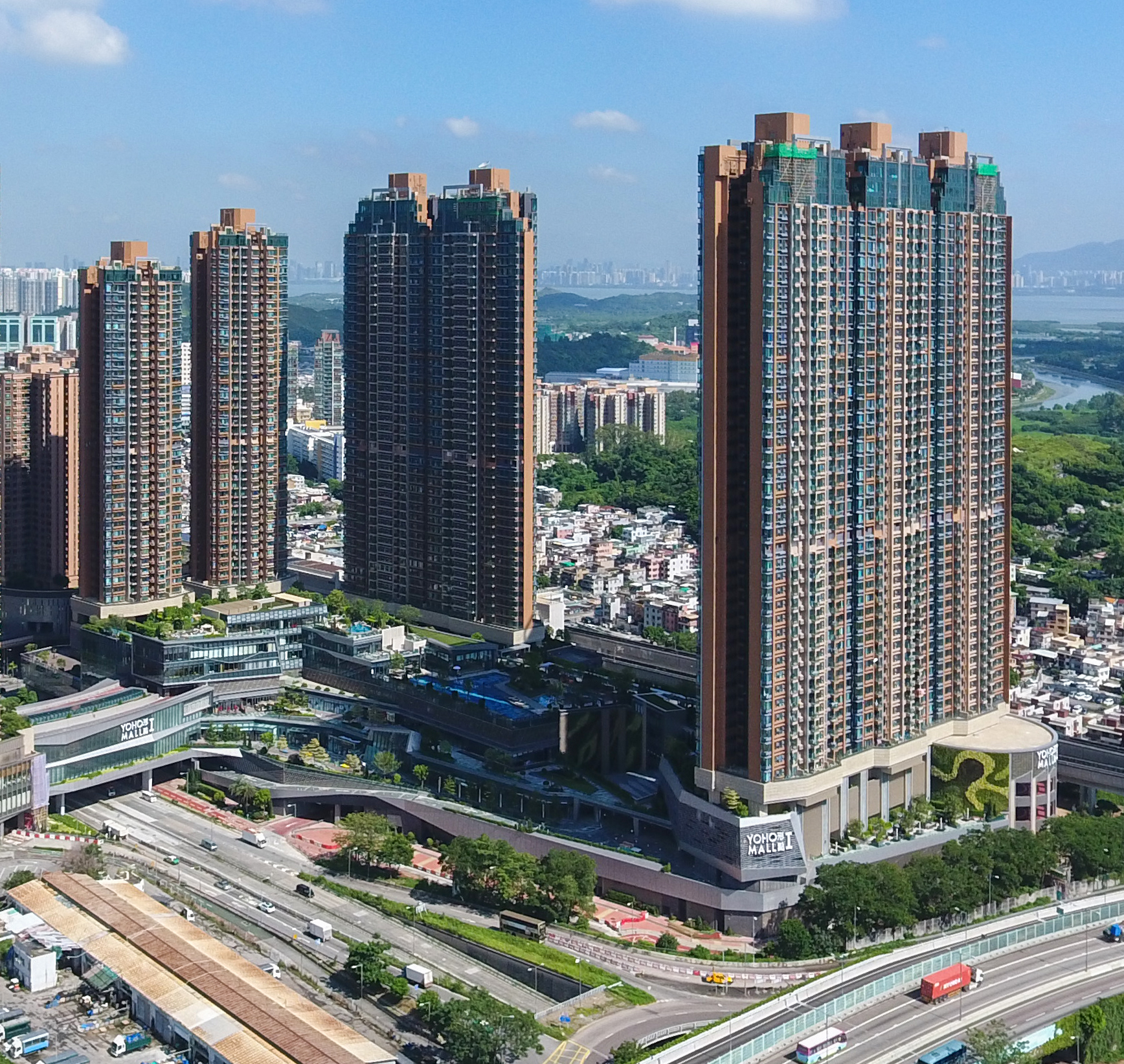
Жилые башни
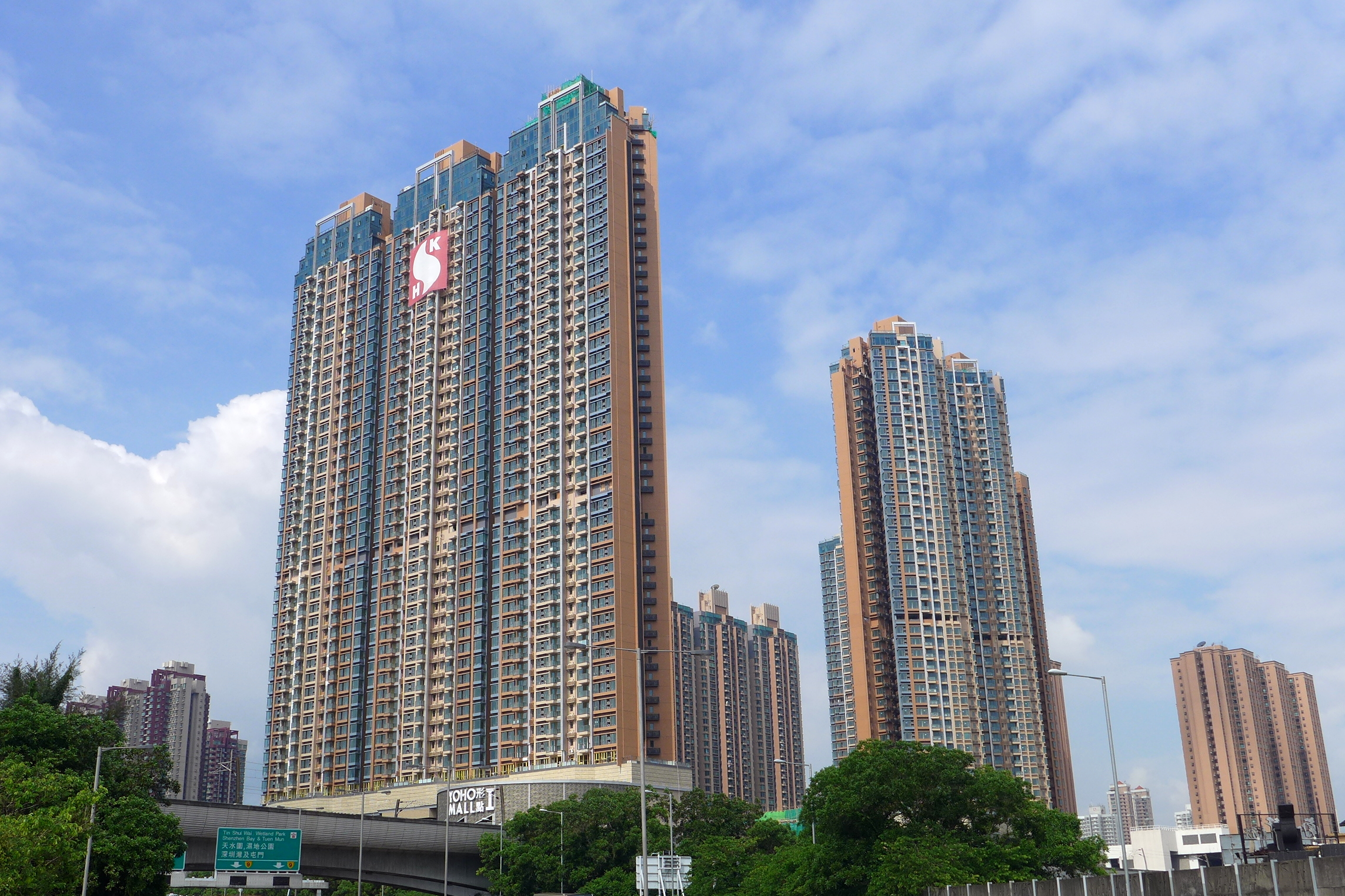
Жилые башни
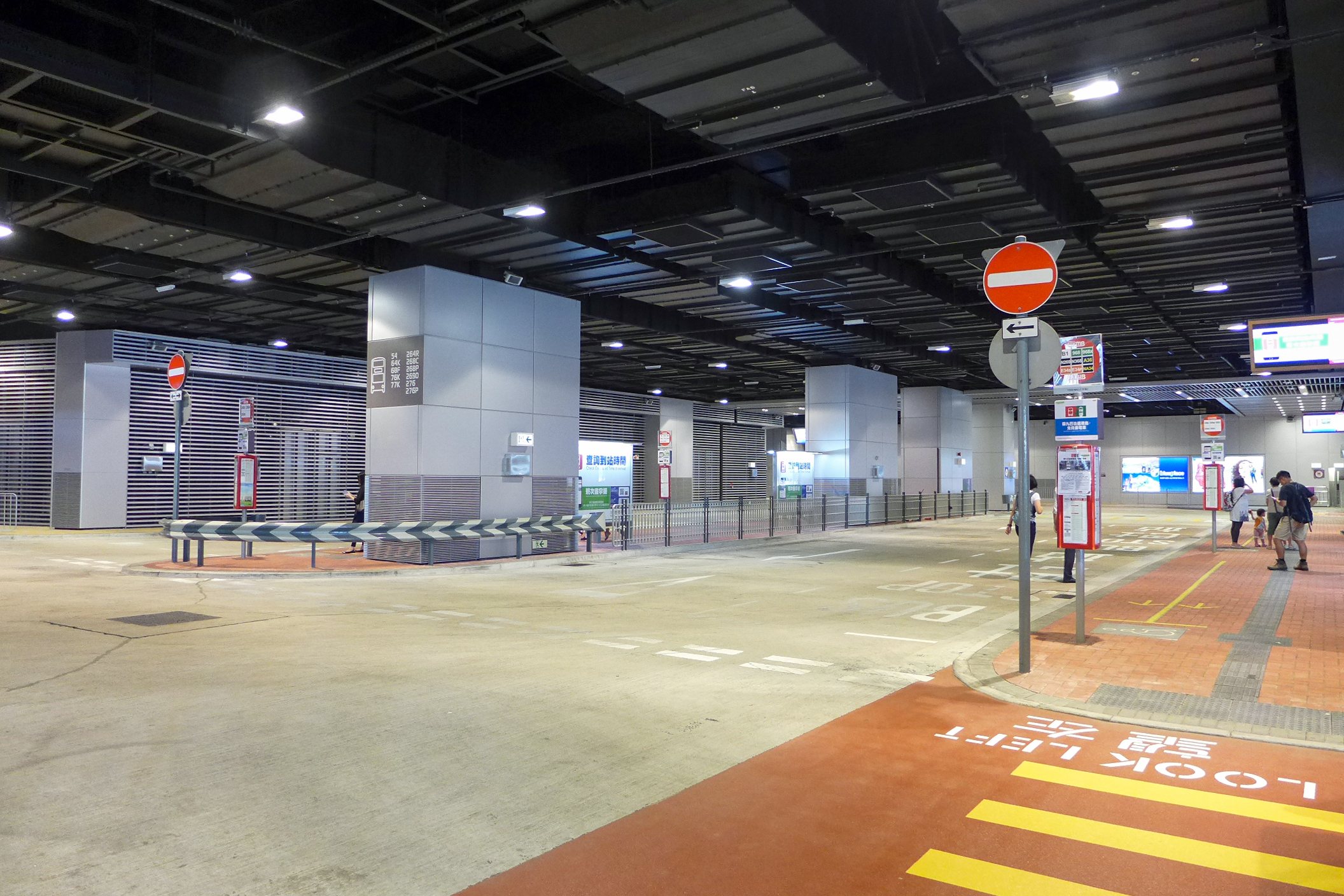
Автобусный терминал

## Торговый центр
Торговый центр состоит из трёх частей — Yoho Mall 1, Yoho Mall 2 и Yoho Mall 1 Extension. Общая площадь торгового центра составляет около 1,1 млн квадратных футов. В его состав входят около 300 магазинов, супермаркеты, рестораны фуд-корта, кинотеатры, парковки, автосервис, офисы банков и туристических компаний, медицинский центр. К торговым центрам Yoho Mall 1 и Yoho Mall 2 примыкает круглосуточный сад с детской площадкой, станция метро Юньлон (Yuen Long Station) и трамвайная станция Юньлон (Light Rail Yuen Long Terminus). От Yoho Mall отходят автобусы компаний Kowloon Motor Bus, MTR Bus, Long Win Bus и New Lantao Bus.

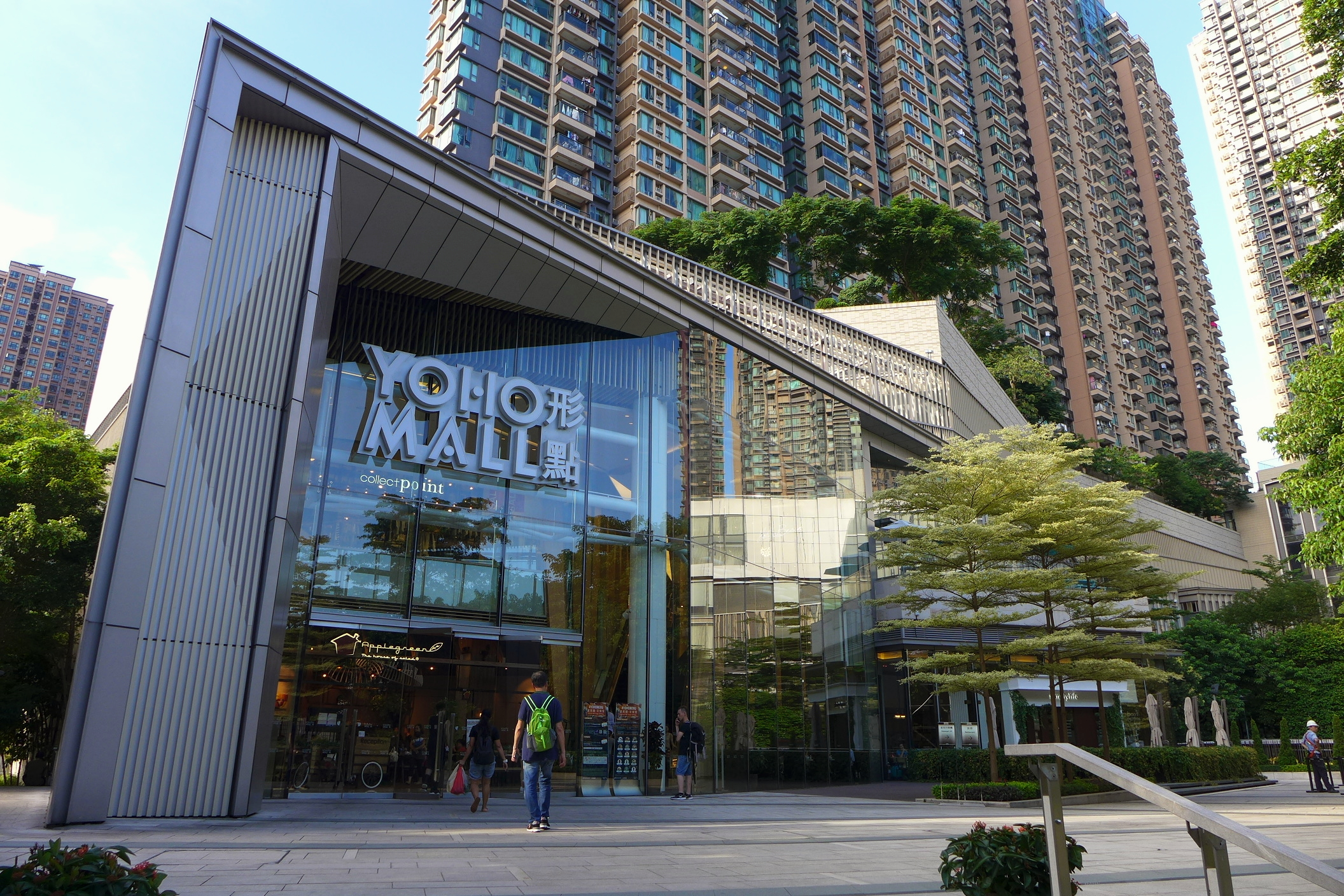
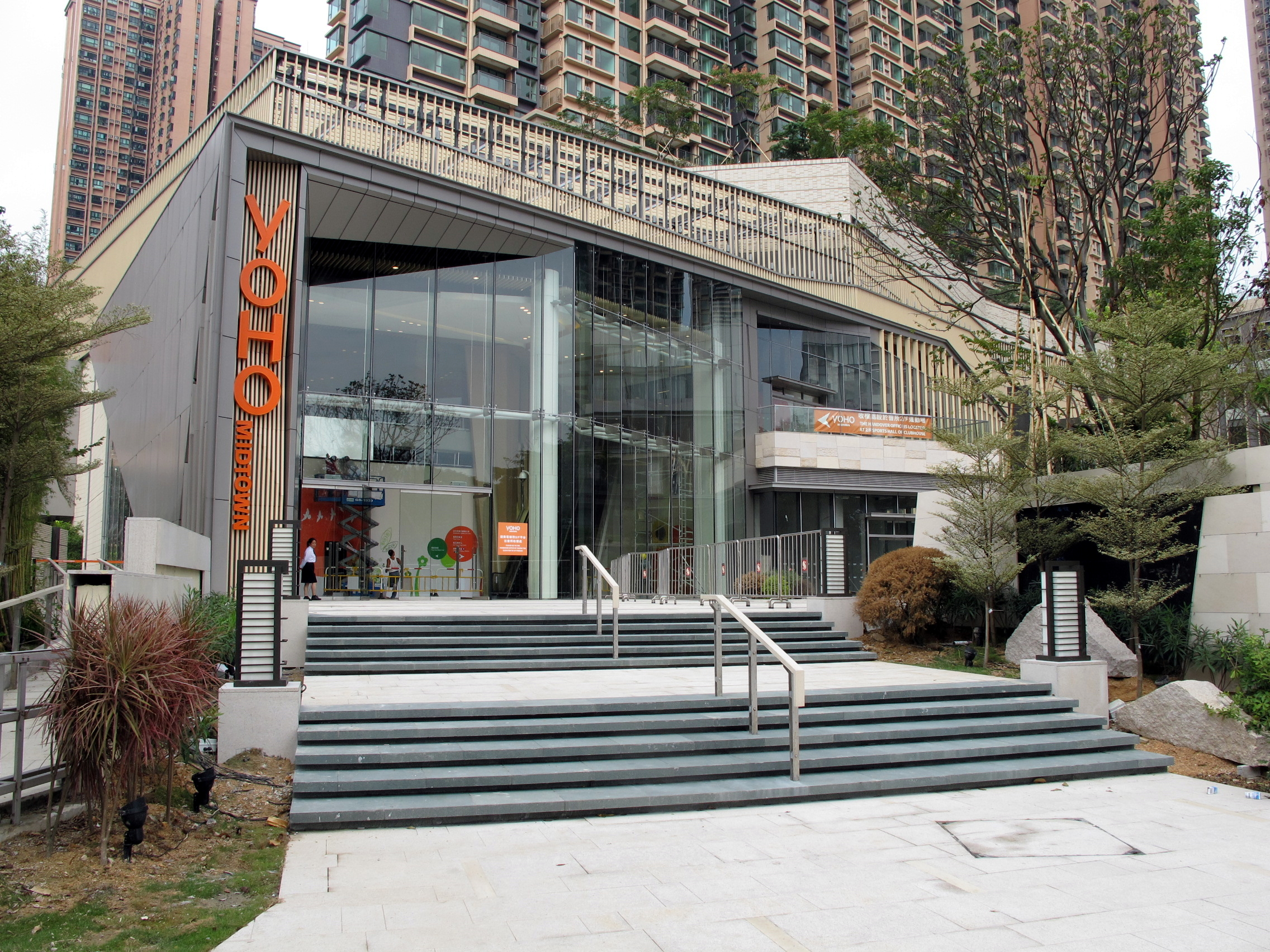
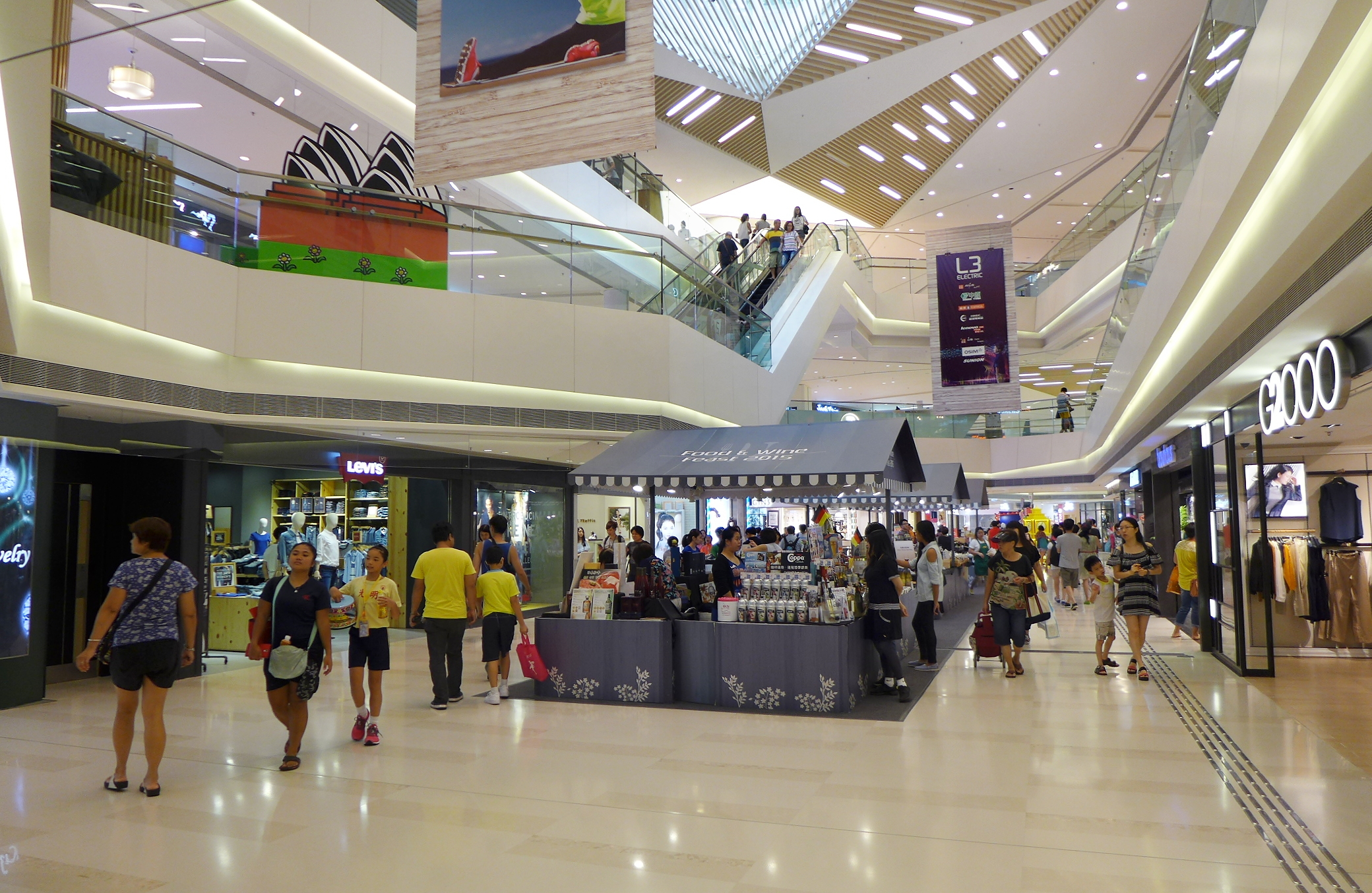

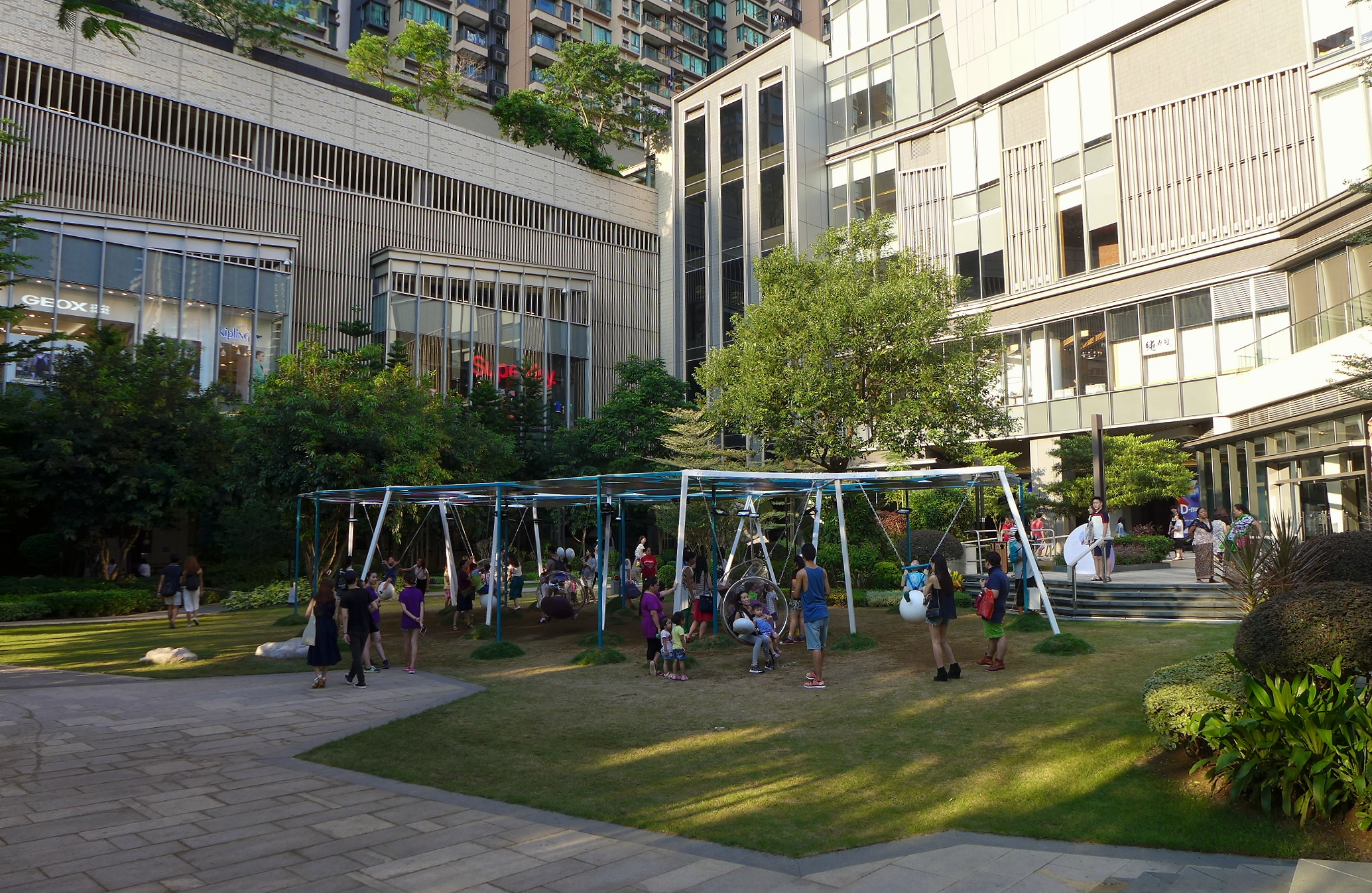
Сад с площадкой
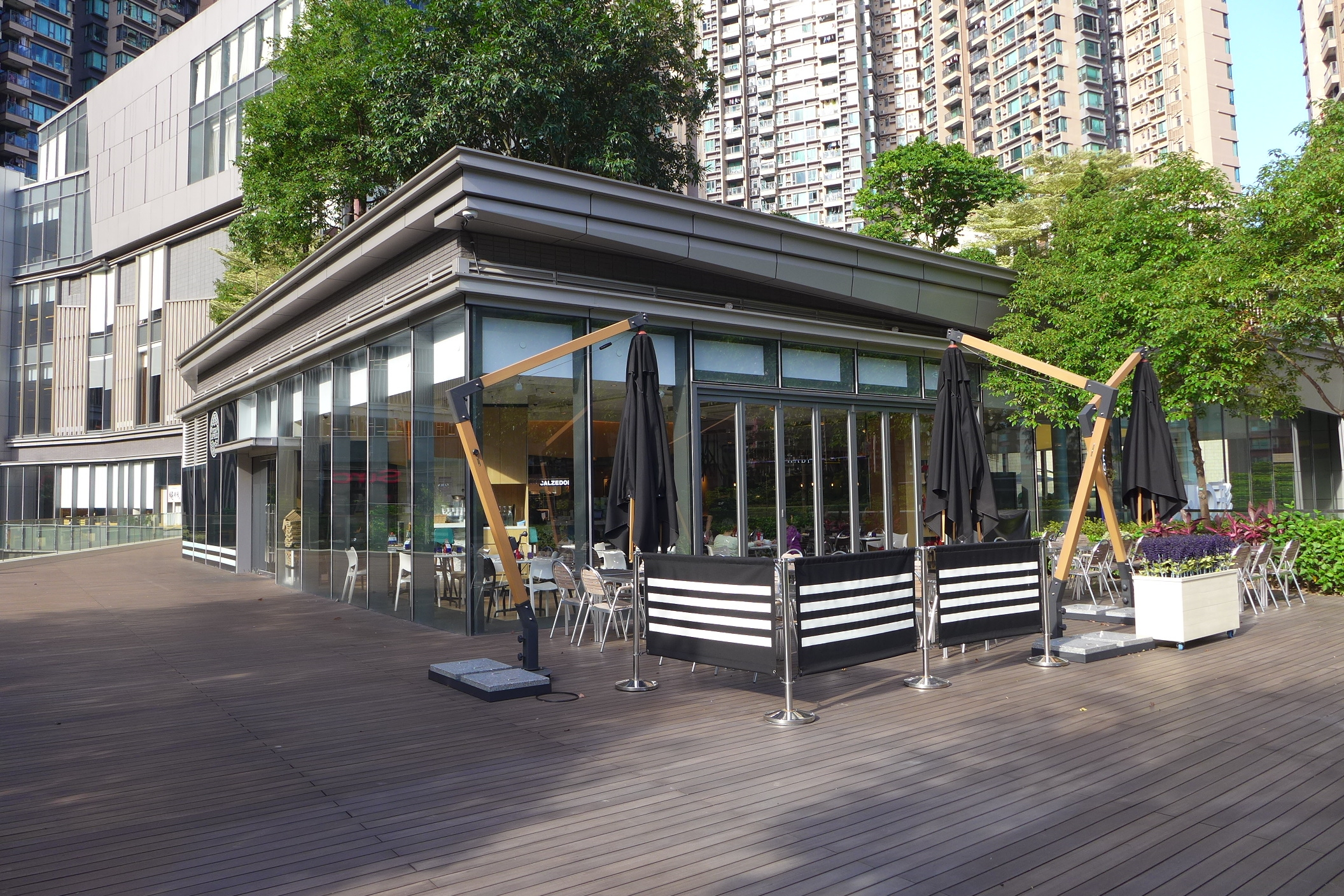
Подиум с кафе
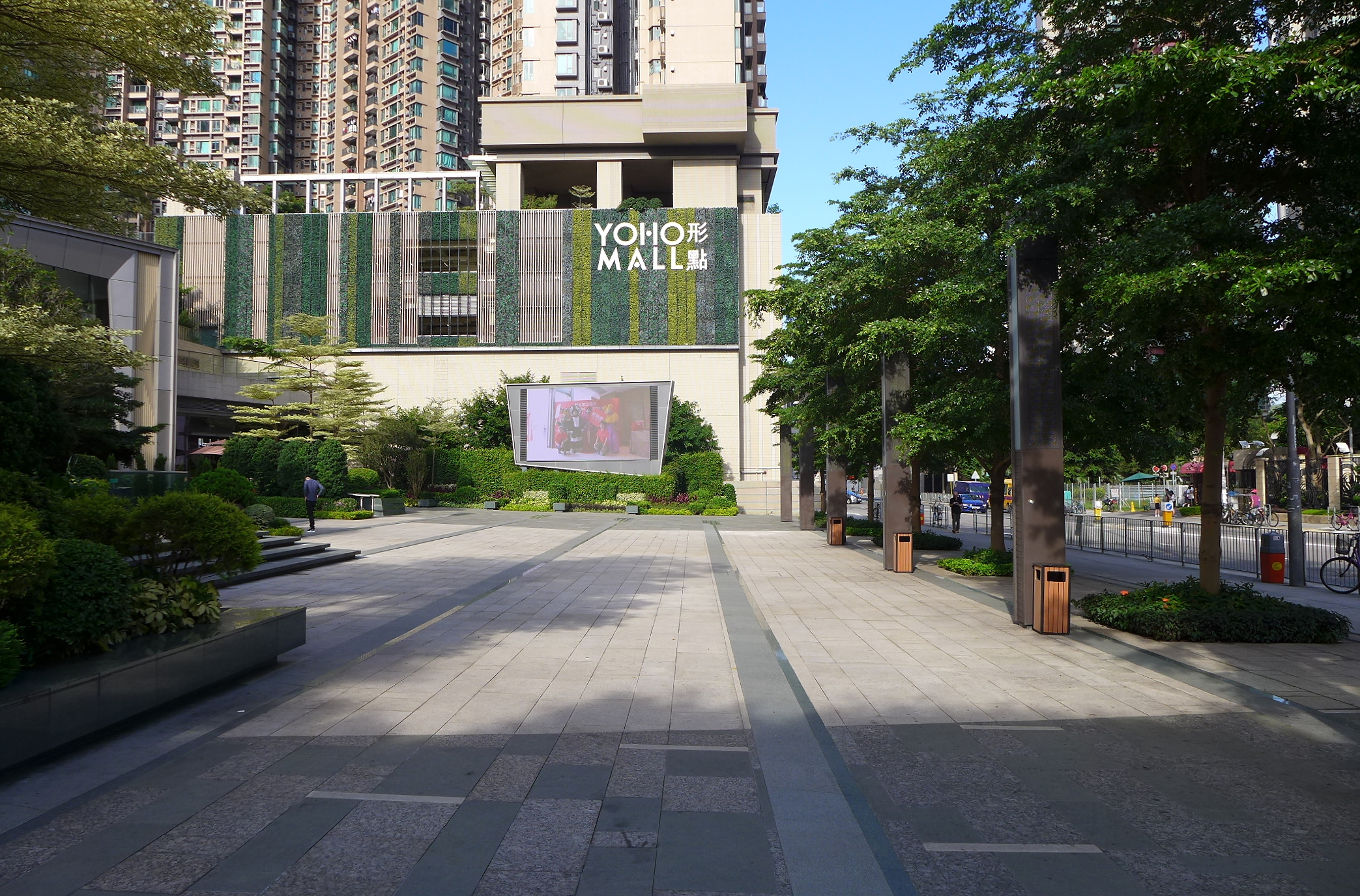
Площадь перед ТЦ